# Knez Gorica
Knez Gorica – wieś w Chorwacji, w żupanii karlowackiej, w mieście Karlovac. W 2011 roku liczyła 111 mieszkańców.